# Jiahu (sockenhuvudort i Kina, Jiangxi Sheng, lat 24,71, long 114,65)
Jiahu är en sockenhuvudort i Kina. Den ligger i provinsen Jiangxi, i den sydöstra delen av landet, omkring 460 kilometer söder om provinshuvudstaden Nanchang. Antalet invånare är 9 206. Befolkningen består av 4 604 kvinnor och 4 602 män. Barn under 15 år utgör 23,0 %, vuxna 15-64 år 65 %, och äldre över 65 år 10,0 %.
Runt Jiahu är det ganska tätbefolkat, med 139 invånare per kvadratkilometer. Närmaste större samhälle är Yangcun, 8,5 km söder om Jiahu. I omgivningarna runt Jiahu växer i huvudsak blandskog.
Genomsnittlig årsnederbörd är 2 068 millimeter. Den regnigaste månaden är maj, med i genomsnitt 388 mm nederbörd, och den torraste är oktober, med 15 mm nederbörd.